# 大雄山駅
大雄山駅（だいゆうざんえき）は、神奈川県南足柄市関本にある、伊豆箱根鉄道大雄山線の駅。同線の終点である。駅番号はID12。駅舎は南足柄市制定の登録有形文化財に登録されている（国の登録有形文化財ではない）。副駅名は「夢をカタチに。」（2024年2月14日より）。

## 歴史
- 1925年（大正14年）10月15日：大雄山鉄道の駅として開業。
- 1941年（昭和16年）8月23日：合併により駿豆鉄道（現在の伊豆箱根鉄道）の駅となる。
- 1996年（平成8年）7月：駅前の再開発事業が完成する。
- 1998年（平成10年）：「関東の駅百選」に選定される[要出典]。
- 2003年（平成15年）3月：PASMO導入に向けて、大雄山線で初めて自動改札機を導入。
- 2004年（平成16年）：自動券売機を更新。
- 2007年（平成19年）3月18日：PASMOを導入。
- 2012年（平成24年）6月22日：駅舎が南足柄市の登録有形文化財に登録される[1]。
- 2015年（平成27年）3月1日：発車メロディーが童謡「金太郎」に変更[3]。
- 2024年（令和6年）2月14日：下田組との副駅名権スポンサー契約にともない、当駅に副駅名「夢をカタチに。」を導入。同駅に、副駅名入り駅名標を設置し、副駅名導入にあわせ、駅名標の除幕式を開催。開催日時は、10:30～10:50で、開催場所は、当駅ホームおよび同駅金太郎像前[2][4]。

## 駅構造
島式ホーム1面2線と側線及び車庫を有する地上駅。
乗り場は南側が1番線、北側が2番線となっている。線路はいずれも当駅より先には伸びておらず、ホームと垂直に接する形で、西側に駅本屋が建てられている。車庫は構内の北側に位置し、また、駅舎の南東側には大雄山線運転区の2階建ての建物が置かれている。
駅本屋は1階建てで、内部には待合所と駅事務室とがある。待合所内部には自動券売機2台に加えて自動改札機が3通路分設置されている。社員の配置された直営駅となっている。待合所には売店が存在したが、閉店した。現在は南足柄市の観光案内所となっている。
夜間滞泊が設定されている。

### のりば
| のりば | 路線     | 行先       |
| ------ | -------- | ---------- |
| 1・2   | 大雄山線 | 小田原方面 |

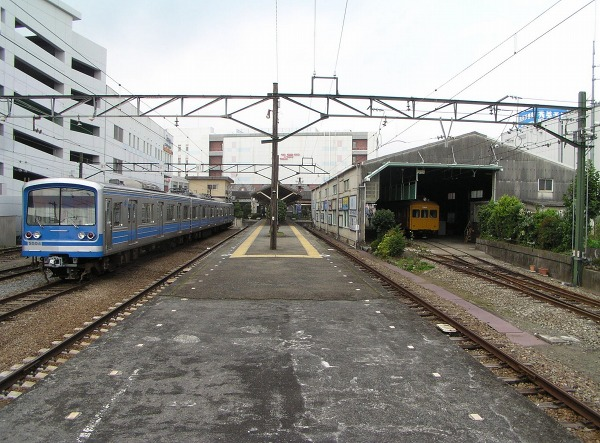
構内を西望（2006年10月）
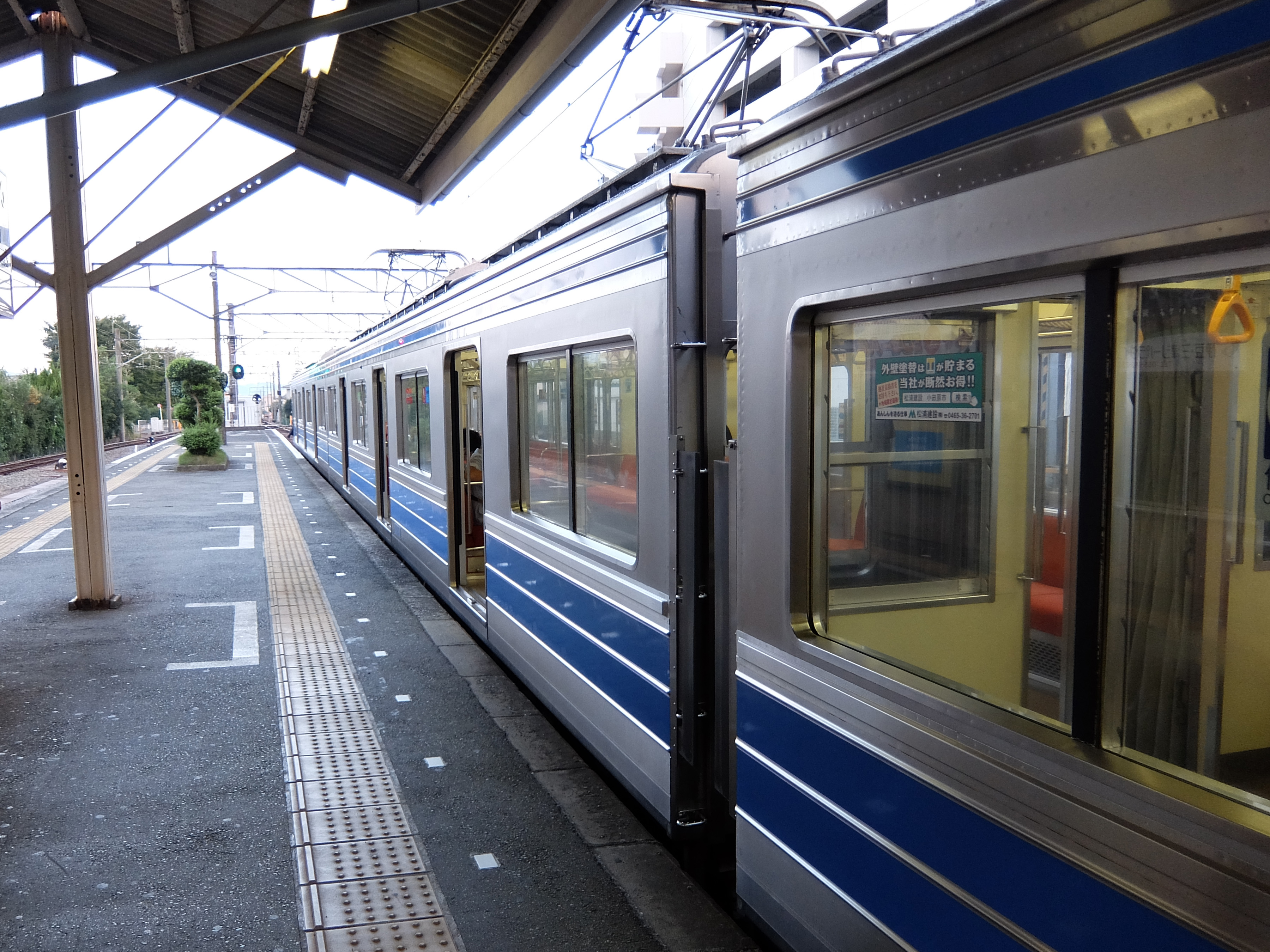
ホームの様子（2014年9月）
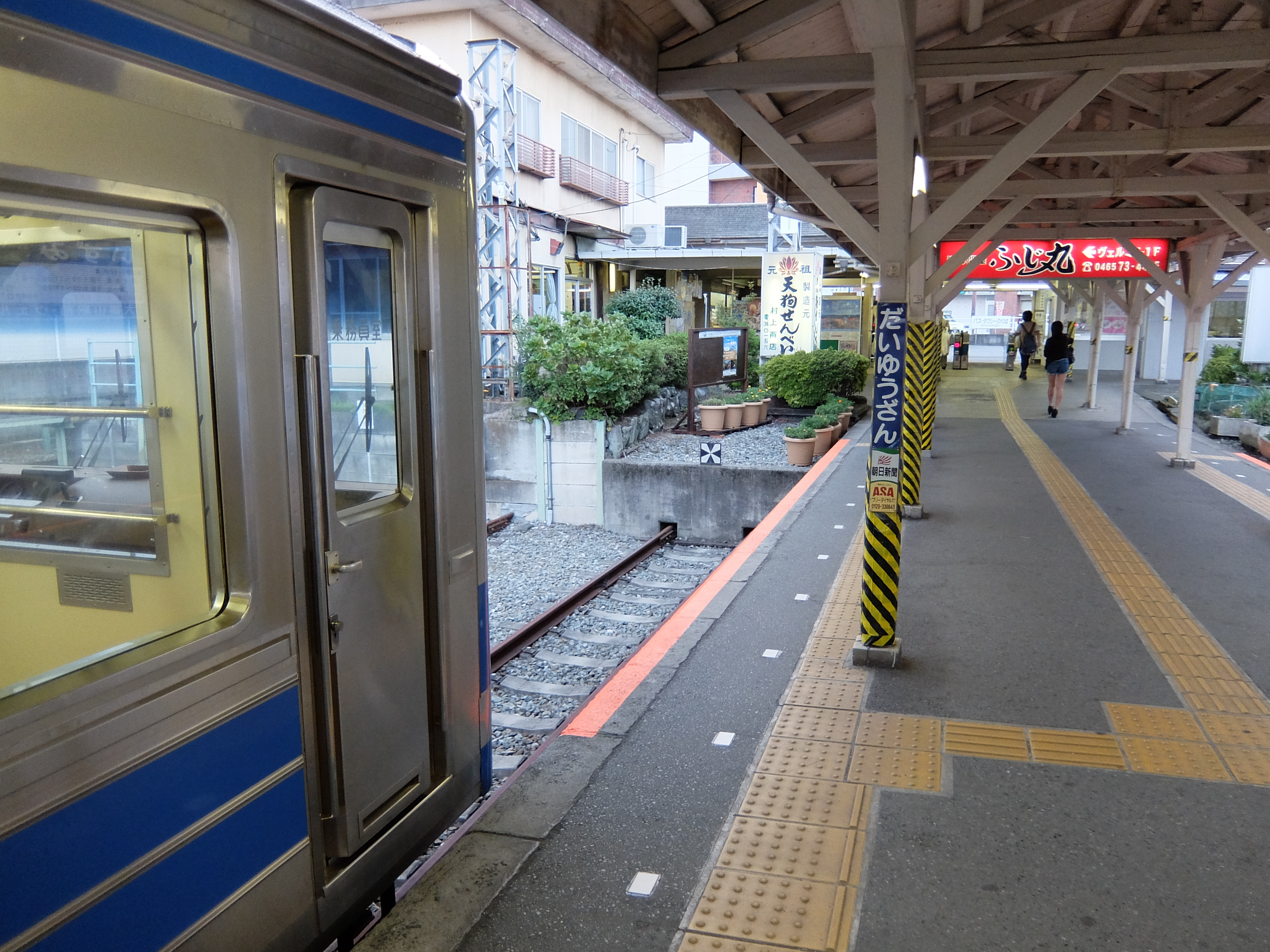
ホーム側から駅舎を望む（2014年9月）
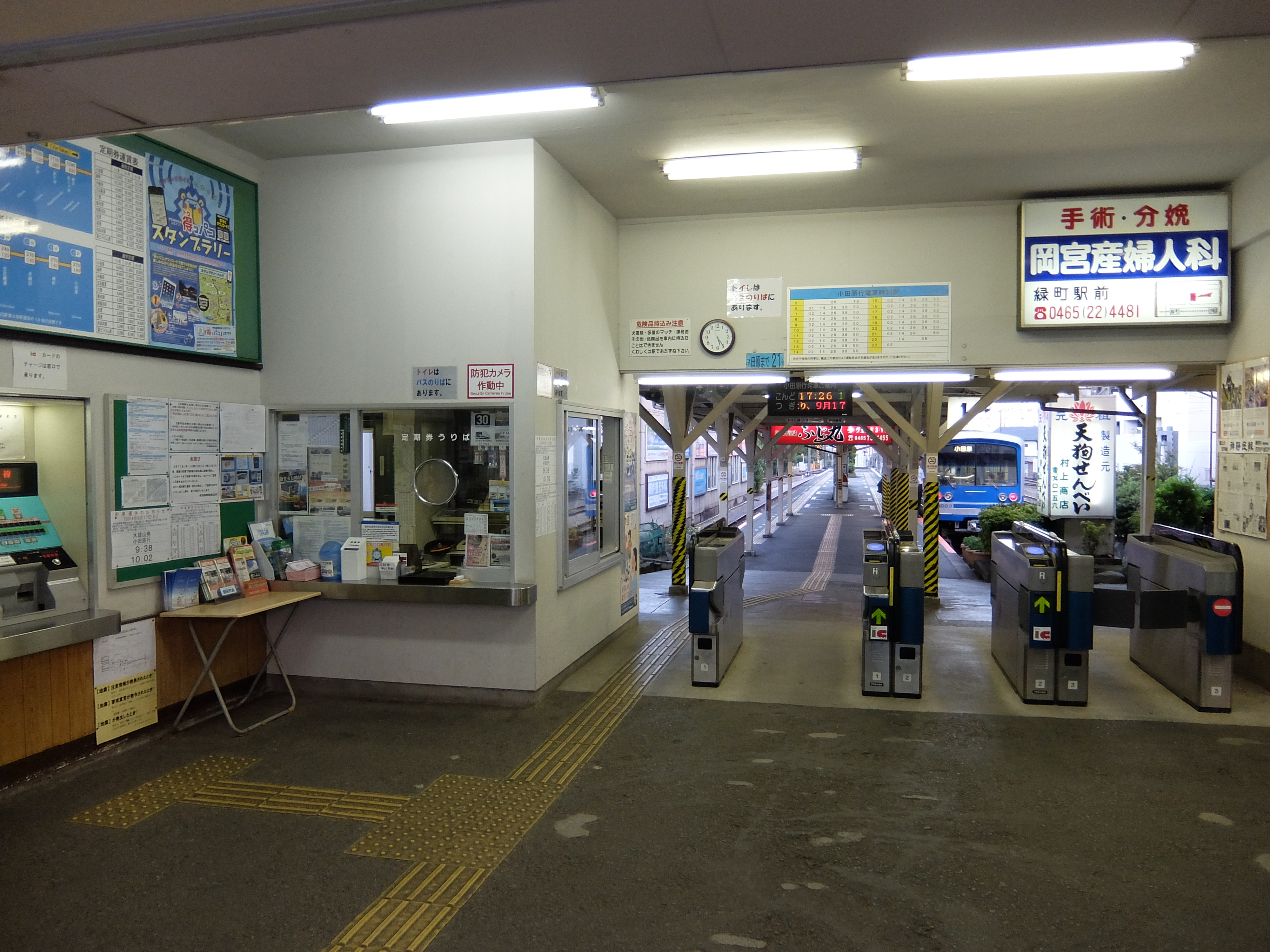
改札付近（2014年9月）

## 利用状況
各年度の1日平均利用客数は下表の通り。
| 乗降・乗車人員推移 | 乗降・乗車人員推移 | 乗降・乗車人員推移 | 乗降・乗車人員推移 |
| 年度               | 1日平均 乗降人員   | 1日平均 乗車人員   | 出典               |
| ------------------ | ------------------ | ------------------ | ------------------ |
| 1998年（平成10年） |                    | 2,867              | [ * 2 ]            |
| 1999年（平成11年） |                    | 2,757              | [ * 3 ]            |
| 2000年（平成12年） |                    | 2,677              | [ * 4 ]            |
| 2001年（平成13年） |                    | 2,584              | [ * 4 ]            |
| 2002年（平成14年） |                    | 2,484              | [ * 5 ]            |
| 2003年（平成15年） |                    | 2,470              | [ * 6 ]            |
| 2004年（平成16年） |                    | 2,461              | [ * 7 ]            |
| 2005年（平成17年） |                    | 2,438              | [ * 8 ]            |
| 2006年（平成18年） |                    | 2,511              | [ * 9 ]            |
| 2007年（平成19年） |                    | 2,591              | [ * 10 ]           |
| 2008年（平成20年） |                    | 2,659              | [ * 11 ]           |
| 2009年（平成21年） | 5,379              | 2,637              |                    |
| 2010年（平成22年） | 5,368              | 2,623              |                    |
| 2011年（平成23年） | 5,270              | 2,573              |                    |
| 2012年（平成24年） | 5,364              | 2,613              |                    |
| 2013年（平成25年） | 5,442              | 2,648              |                    |
| 2014年（平成26年） | 5,315              | 2,594              |                    |
| 2015年（平成27年） | 5,334              | 2,611              |                    |
| 2016年（平成28年） |                    | 2,540              | [ * 19 ]           |
| 2017年（平成29年） | 5,135              | 2,524              |                    |
| 2018年（平成30年） | 5,132              | 2,526              |                    |
| 2019年（令和元年） | 4,986              | 2,458              |                    |
| 2020年（令和02年） | 3,770              | 1,866              |                    |
| 2021年（令和03年） | 3,908              | 1,933              |                    |
| 2022年（令和04年） | 4,136              | 2,048              |                    |
| 2023年（令和05年） | 4,303              |                    |                    |
| 2024年（令和06年） | 4,307              |                    |                    |

## 駅周辺
周辺は南足柄市の中心部。スーパー、銀行、商店、学習塾などのビルが立ち並び、大雄山線沿線では小田原駅周辺に次いで活気のある所である。駅名の由来となった大雄山最乗寺へは、駅前からバスを利用する。大晦日から元旦にかけては大雄山線も路線バスも終夜運転を行う。
- ヴェルミ（駅前複合施設・小田原百貨店大雄山店・スルガ銀行 南足柄支店・ホテルとざんコンフォート大雄山・中央労働金庫大雄山出張所）
- 松田警察署大雄山駅前交番
- 南足柄市役所
- 南足柄市文化会館
- 南足柄市立南足柄小学校
- 南足柄市立南足柄中学校
- 南足柄市立足柄台中学校
- 神奈川県立足柄高等学校
- 箱根登山バス関本営業所（駅横のりば・窓口あり）
- 南足柄市保健医療福祉センター

## バス路線
3社のバスが利用できる。起終点のバスはいずれも駅前ロータリーの乗り場に乗り入れているが、会社により停留所名が異なり、伊豆箱根バスと富士急モビリティは大雄山駅停留所と呼んでいるのに対し、箱根登山バスは関本停留所となっている。なお、箱根登山バスの関本行バスの行先表示は関本・大雄山駅となっている。
新松田駅 - 富士フイルム西門を結ぶ路線はロータリーには入らず、県道74号上の停留所を利用する。
- 1番乗り場
  - 道01 足柄ふれあいの村・おんりーゆー経由 道了尊ゆき（伊豆箱根バス）（冬季は運休）
  - 道02 道了尊ゆき（伊豆箱根バス）
- 2番乗り場
  - 新松田駅ゆき（箱根登山バス） 6時 - 21時10分、毎時2 - 7本
- 3番乗り場
  - 開成駅ゆき（富士フイルム西門・和田河原駅経由）（箱根登山バス） ※ 土曜・休日は朝1本のみ
  - 松102：新松田駅ゆき（アサヒビール・向原（東山北駅）経由）（富士急モビリティ）　※土曜・休日昼間のみの設定だが、2021年2月現在運休中
- 4番乗り場
  - 地蔵堂ゆき（苅野・矢倉沢経由）（箱根登山バス） ※ 昼間は内山も経由
  - 足柄万葉公園（足柄峠）ゆき（苅野・矢倉沢・地蔵堂経由）（箱根登山バス） ※ 春秋シーズンの土曜・休日3本のみ
  - 内山ゆき（箱根登山バス） ※ 朝の一部のみ矢倉沢経由
- A乗り場（県道74号上）
  - 新松田駅ゆき（箱根登山バス） ※ 朝夕のみ・富士フイルム西門始発便
- B乗り場（県道74号上）
  - 富士フイルム西門ゆき（箱根登山バス） ※ 朝夕のみ

## その他
- 駅前に童話で有名な「金太郎」像が設置されている。
- 関東の駅百選に選定されている。選定理由は「足柄山のシンボル「金太郎像」が出迎えてくれる三角屋根の山小屋風の駅」。
- 毎年12月のクリスマス前になると、駅舎全体がライトアップされる。
- 1928年（昭和3年）8月に当駅と最乗寺を結ぶ大雄鋼索鉄道の敷設免許が下りた[5]が、1931年（昭和6年）に失効した。また、御殿場線の山北駅までの延伸構想があった[要出典]。

## 隣の駅
伊豆箱根鉄道
 大雄山線
富士フイルム前駅 (ID11) - 大雄山駅 (ID12)